# Francis Folorunsho Clement Alonge
 Francis Folorunsho Clement Alonge  (* 1. März 1935 in Ado-Ekiti, Bundesstaat Ekiti, Nigeria) ist emeritierter Bischof von Ondo.

## Leben
Francis Folorunsho Clement Alonge empfing nach einem Studium der Katholischen Theologie im Jahre 1963 die Priesterweihe und wirkte anschließend zehn Jahre lang in der Gemeindeseelsorge.
Papst Paul VI. ernannte ihn am 17. Dezember 1973 zum Titularbischof von Thignica und zum Weihbischof in Ondo. Die Bischofsweihe spendete ihm der Apostolische Delegat in Nigeria, Girolamo Prigione, am 21. April 1974; Mitkonsekratoren waren Patrick Ebosele Ekpu, Bischof von Benin City, und William Richard Field SMA, Bischof von Ondo. 
Am 31. Mai 1976 wurde er zum Bischof von Ondo ernannt. Am 26. November 2010 nahm Papst Benedikt XVI. sein aus Altersgründen vorgebrachtes Rücktrittsgesuch an.